# La Paz (departament Hondurasu)
La Paz – departament w południowym Hondurasie. Zajmuje powierzchnię 2331 km². W 2001 roku departament zamieszkiwało ok. 156,5 tys. mieszkańców. Siedzibą administracyjną jest La Paz.
Składa się z 19 gmin:

- Aguaqueterique
- Cabañas
- Cane
- Chinacla
- Guajiquiro
- La Paz
- Lauterique
- Marcala
- Mercedes de Oriente
- Opatoro
- San Antonio del Norte
- San José
- San Juan
- San Pedro de Tutule
- Santa Ana
- Santa Elena
- Santa María
- Santiago de Puringla
- Yarula